# Камышлов (станция)
Камышло́в — станция Свердловской железной дороги, расположена в городе Камышлове Свердловской области.
Входит в Тюменский центр организации работы железнодорожных станций ДЦС-3 Свердловской дирекции управления движением. Расположена на 1957 км главного хода Транссиба. В 1885 году была построена Екатеринбургско-Тюменская железная дорога. Двухэтажное пассажирское здание второго класса было сооружено по одному типовому проекту с тюменским вокзалом. В Тюмени первый вокзал не сохранился, а в Камышлове является памятником архитектуры и местной достопримечательностью.

## Архитектурная ценность
Вокзал в Камышлове красив и оригинален. Симметричный фасад его строгий и нарядный. Мощный ритм вертикалей преобладает над поэтажным делением. В центральном вестибюле сохранились колонны. Вот как описывает вокзал городской архитектор А. А. Борисов:
В декоративном решении фасада использованы элементы русско-византийские стиля. Невозможно не заметить строгость пилястр и окон, неброский орнамент кирпичной кладки. Все это создает образ умеренности, солидности и спокойствия, что уже само по себе оказывает на людей психологическое воздействие, снижая суматошность и суетливость, присущие при совершении поездки. Вокзал — лицо города. Главный городской вестибюль уже своим обликом определяет статус города. Внутри вокзала тоже есть то, что радует глаз — стены, и потолок украшены лепниной в вестибюле, в качестве опор использованы литые из чугуна колонны.
Изначально здание вокзала было сложено из красного кирпича с частичной облицовкой гранитом, на крыше возвышался деревянный шпиль. В ходе модернизации вокзала, произошедшей в 50-60-х годах прошлого века, он был оштукатурен. В 2005 году проводился капитальный ремонт здания, выполненного в русско-византийском стиле. Вокзал в Камышлове входит в архитектурный ансамбль. До наших дней сохранились паровозное депо и небольшое здание для железнодорожных служащих, построенное в 1936 году. В краеведческом музее можно увидеть старинный вокзальный колокол и люстру.

## Инфраструктура
Имеются две низкие пассажирские платформы: одна боковая у 1-го (4 станционного) пути у здания вокзала, одна островная между 1 и II (главным) путями. Общее число станционных путей: более 8. На станции имеется багажное отделение и грузовая контейнерная площадка. Одновременно с открытием станции в 1885 году было построено паровозное депо, преобразованное в 1959 году в подменный пункт локомотивного депо ТЧ-7 Тюмень. Сейчас на станции действует эксплуатационное локомотивное депо ТЧЭ-19 Камышлов, обслуживающее грузовые поезда на участке Войновка — Екатеринбург-Сортировочный.
К станции примыкают подъездные пути: Камышловского электротехнического завода (ПАО «Элтеза»), завода «Урализолятор», завода стройматериалов, Камышловского завода мозаичных плит (КЗМП) и др.

## Пассажирское движение
Станция принимает 2 пригородных поезда из Екатеринбурга, один из которых следует в направлении Тюмени до станции Ощепково; для второго станция является конечной. Конечной эта станция также является для утреннего электропоезда со станции Невьянск.
В дальнем сообщении по состоянию на январь 2022 года на станции имеют остановку поезда дальнего следования:

### Круглогодичное движение поездов
| № поезда         | Маршрут движения              | № поезда         | Маршрут движения              |
| ---------------- | ----------------------------- | ---------------- | ----------------------------- |
| 11 «Ямал»        | -                             | 12 «Ямал»        | Москва — Новый Уренгой        |
| 13 «Новокузнецк» | Новокузнецк — Санкт-Петербург | 14 «Новокузнецк» | Санкт-Петербург — Новокузнецк |
| 59 «Тюмень»      | Нижневартовск — Москва        | 60 «Тюмень»      | Москва — Нижневартовск        |
| 67               | Абакан — Москва               | 68               | Москва — Абакан               |
| 69               | Чита — Москва                 | 70               | Москва — Чита                 |
| 73               | Тюмень — Санкт-Петербург      | 74               | Санкт-Петербург — Тюмень      |
| 87               | -                             | 88               | Самара — Нижневартовск        |
| 95               | -                             | 96               | Москва — Барнаул              |
| 101              | -                             | 102              | Пенза — Нижневартовск         |
| 107              | Нижневартовск — Волгоград     | 108              | Волгоград — Нижневартовск     |
| 117              | -                             | 118              | Москва — Новокузнецк          |
| 135              | -                             | 136              | Москва — Барнаул              |
| 143              | Нижневартовск — Уфа           | 144              | Уфа — Нижневартовск           |
| 147              | Нижневартовск — Астрахань     | 148              | Астрахань — Нижневартовск     |
| 309              | -                             | 310              | Екатеринбург — Новый Уренгой  |
| 331              | -                             | 332              | Уфа — Новый Уренгой           |
| 341              | Нижневартовск — Оренбург      | 342              | Оренбург — Нижневартовск      |
| 345              | Нижневартовск — Адлер         | 346              | Адлер — Нижневартовск         |
| 373              | Тюмень — Махачкала            | 374              | Махачкала — Тюмень            |
| 377              | Новый Уренгой — Казань        | 378              | Казань — Новый Уренгой        |